# Česko-polská válka (1345–1348)
Česko-polská válka nebo Polsko-česká válka (polsky Wojna polsko-czeska) byl válečný konflikt mezi Českým královstvím za vlády Jana Lucemburského a Polským královstvím, kde vládl Kazimír III. Veliký. Válka probíhala v letech 1345 a 1348. Boje probíhaly na území Slezska a Malopolska. V roce 1348 bylo podepsáno příměří, kterým se Poláci vzdali nároků na Slezsko a český král Karel IV. nároků na polský trůn. Přispěl k tomu fakt, že došlo k rozšíření epidemie moru (neboli "černé smrti") do západní části Evropy, a začala se šířit do dalších oblastí. Podepsání příměří tak uvolnilo ruce oběma státům, aby mohly řešit tento problém.

## Válka
Válce předcházelo zatčení Karla IV., syna českého krále Jana Lucemburského, který byl z polského zajetí osvobozen. Celý konflikt způsobila snaha polského krále Kazimíra III. Velikého získat zpět Slezsko a připojit ho k Polskému království. Konflikt začal vypleněním města Rybnik a Pštiny v Horním Slezsku polskými vojsky, která spolu s litevským vojskem poté postupovala k hranicím Opavského knížectví. Během dubna až května 1345 na toto plenění reagoval český král Jan Lucemburský tím, že vytáhl proti Polsku. České vojsko se utábořilo u slezského města Vladislav, na což reagovala polská vojska ústupem ke Krakovu. České vojsko následně postupovalo ke Krakovu a 12. července 1345 2000 vojáků zahájilo obléhání města, které trvalo 8 dní, které bylo neúspěšné. Jan Lucemburský se poté rozhodl k návratu do Čech, při ústupu z neznámých důvodu rozdělil vojsko na dvě menší družiny. V okolí Krakowa byly pak obě družiny postupně poraženy společnými polsko-uherskými silami v bitvě u Lelowa a v bitvě u Pogoně. V září 1345 bylo podepsáno příměří s platnosti do listopadu téhož roku. V letech 1346 až 1347 nebyly obnoveny boje mezi polskou a českou stranou. Následník Jana Lucemburského Karel IV. Slezsko definitivně začlenil do zemí Koruny české. V roce 1348 se ještě pokusil polský král dobýt slezskou Vratislav, byl však neúspěšný. Polsko-česká válka byla ukončena v roce 1348 mírovou smlouvou v Namysłówě.